# Krystyna Klimczak
Krystyna Klimczak (ur. 24 września 1992 w Oświęcimiu) – polska łyżwiarka figurowa, startująca w konkurencji solistek i par sportowych z Januszem Karwetą. Uczestniczka mistrzostw Europy i mistrzostw świata juniorów, mistrzyni Polski (2008) w parach sportowych.

## Osiągnięcia

### Solistki
| Zawody             | 05–06          | 09–10          | 10–11          | 11–12          |                |                |                |                |                |                |                |                |                |                |                |                |                |
| Międzynarodowe     | Międzynarodowe | Międzynarodowe | Międzynarodowe | Międzynarodowe | Międzynarodowe | Międzynarodowe | Międzynarodowe | Międzynarodowe | Międzynarodowe | Międzynarodowe | Międzynarodowe | Międzynarodowe | Międzynarodowe | Międzynarodowe | Międzynarodowe | Międzynarodowe | Międzynarodowe |
| ------------------ | -------------- | -------------- | -------------- | -------------- | -------------- | -------------- | -------------- | -------------- | -------------- | -------------- | -------------- | -------------- | -------------- | -------------- | -------------- | -------------- | -------------- |
| Warsaw Cup         | 5              |                |                |                |                |                |                |                |                |                |                |                |                |                |                |                |                |
| Krajowe            |                |                |                |                |                |                |                |                |                |                |                |                |                |                |                |                |                |
| Mistrzostwa Polski | 2 N            | 4              | 3              | 3              |                |                |                |                |                |                |                |                |                |                |                |                |                |

### Pary sportowe
Z Januszem Karwetą
| Zawody                                | 05–06          | 06–07          | 07–08          | 08–09          |                |                |                |                |                |                |                |                |                |                |                |                |                |
| Międzynarodowe                        | Międzynarodowe | Międzynarodowe | Międzynarodowe | Międzynarodowe | Międzynarodowe | Międzynarodowe | Międzynarodowe | Międzynarodowe | Międzynarodowe | Międzynarodowe | Międzynarodowe | Międzynarodowe | Międzynarodowe | Międzynarodowe | Międzynarodowe | Międzynarodowe | Międzynarodowe |
| ------------------------------------- | -------------- | -------------- | -------------- | -------------- | -------------- | -------------- | -------------- | -------------- | -------------- | -------------- | -------------- | -------------- | -------------- | -------------- | -------------- | -------------- | -------------- |
| Mistrzostwa Europy                    |                |                |                | 16             |                |                |                |                |                |                |                |                |                |                |                |                |                |
| Nebelhorn Trophy                      |                |                |                | 10             |                |                |                |                |                |                |                |                |                |                |                |                |                |
| Międzynarodowe: Kategorie młodzieżowe |                |                |                |                |                |                |                |                |                |                |                |                |                |                |                |                |                |
| Mistrzostwa świata juniorów           |                | 13             | 16             | 13             |                |                |                |                |                |                |                |                |                |                |                |                |                |
| JGP Finał                             |                |                | 8              |                |                |                |                |                |                |                |                |                |                |                |                |                |                |
| JGP w Czechach                        |                | 12             |                | 11             |                |                |                |                |                |                |                |                |                |                |                |                |                |
| JGP w Estonii                         |                |                | 14             |                |                |                |                |                |                |                |                |                |                |                |                |                |                |
| JGP w Norwegii                        |                | 11             |                |                |                |                |                |                |                |                |                |                |                |                |                |                |                |
| JGP w Wielkiej Brytanii               |                |                | 15             | 13             |                |                |                |                |                |                |                |                |                |                |                |                |                |
| Warsaw Cup                            | 2 J            | 2 J            |                |                |                |                |                |                |                |                |                |                |                |                |                |                |                |
| Krajowe                               |                |                |                |                |                |                |                |                |                |                |                |                |                |                |                |                |                |
| Mistrzostwa Polski                    |                | 2              | 1              |                |                |                |                |                |                |                |                |                |                |                |                |                |                |
| Mistrzostwa Polski juniorów           | 1              | 1              |                |                |                |                |                |                |                |                |                |                |                |                |                |                |                |